# برنارد زنیر
برنارد زنیر (انگلیسی: Bernard Zénier؛ زادهٔ ۲۱ اوت ۱۹۵۷) بازیکن فوتبال سابق اهل فرانسه است.
از باشگاه‌هایی که در آن بازی کرده‌است می‌توان به باشگاه فوتبال متز، باشگاه فوتبال نانسی، باشگاه فوتبال بوردو، باشگاه فوتبال المپیک مارسی، اشاره کرد.
وی همچنین در تیم ملی فوتبال فرانسه بازی کرده‌است.